# Austin Hack
Austin Hack (Springfield, 17 de mayo de 1992) es un deportista estadounidense que compitió en remo.
Ganó una medalla de bronce en el Campeonato Mundial de Remo de 2013, en la prueba de ocho con timonel. Participó en dos Juegos Olímpicos de Verano, Río de Janeiro 2016 y Tokio 2020, ocupando en ambas ocasiones el cuarto lugar en el ocho con timonel.

## Palmarés internacional
| Campeonato Mundial | Campeonato Mundial      | Campeonato Mundial | Campeonato Mundial |
| Año                | Lugar                   | Medalla            | Prueba             |
| ------------------ | ----------------------- | ------------------ | ------------------ |
| 2013               | Chungju (Corea del Sur) | Medalla de bronce  | Ocho con timonel   |